# Hossu (Zen)

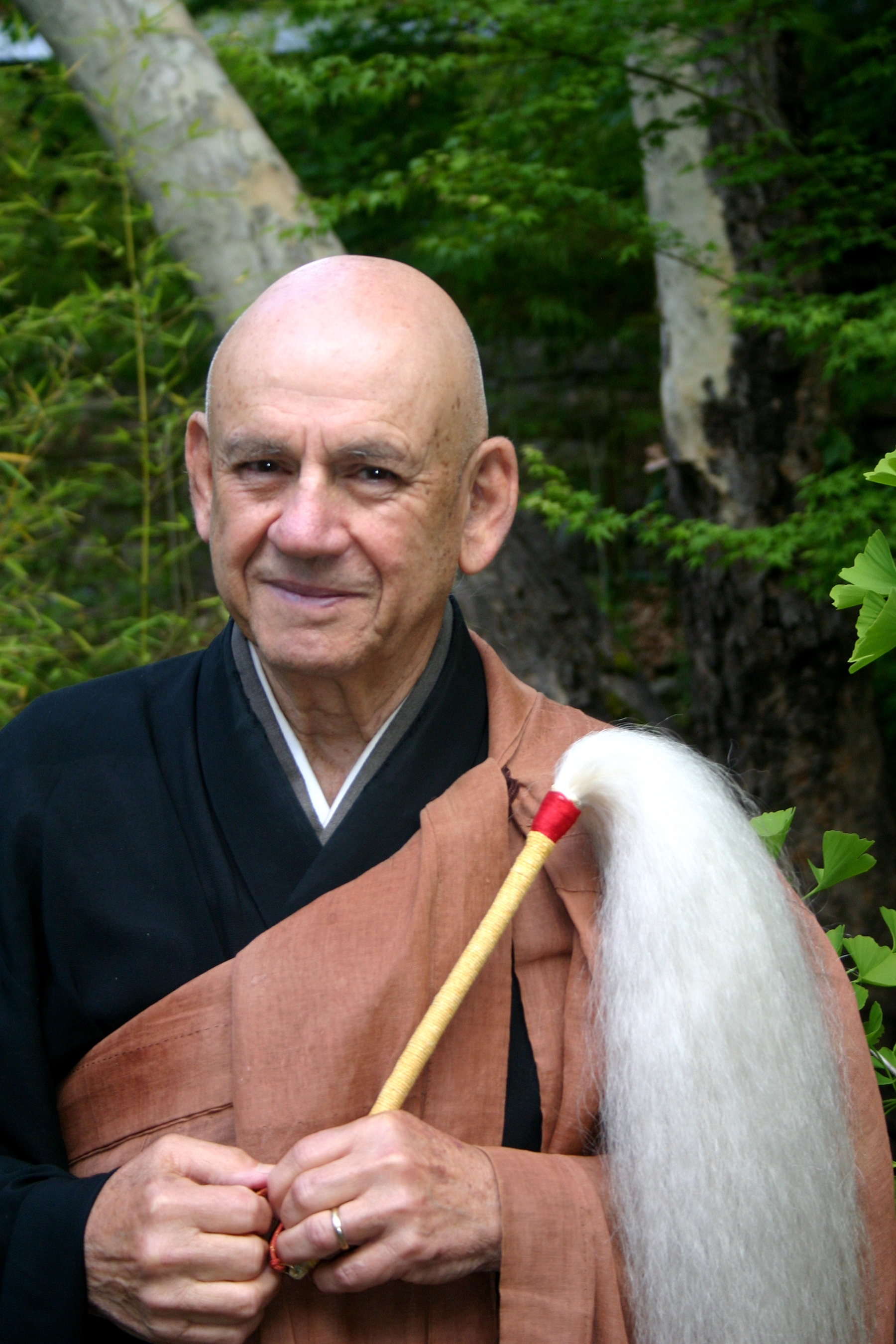
Zen-Meister mit hossu

Ein Hossu (払子, chinesisch: Fuzi, 拂子; Sanskrit: vālavyajana) ist ein kurzer Stab aus Holz oder Bambus mit gebündelten Haaren (von einer Kuh, einem Pferd oder einem Yak) oder Hanf, den ein zen-buddhistischer Priester schwingt. Der oft als „Fliegenwedel“ oder „Fliegenverscheucher“ bezeichnete Stab soll den Träger vor Begierde schützen und dient auch dazu, Gebiete von Fliegen zu befreien, ohne sie zu töten. Der Hossu gilt als Symbol für die Befugnis eines Zen-Lehrers, den Buddha-Dharma zu lehren und an andere weiterzugeben, und wird häufig von einem Lehrer an den nächsten weitergegeben.